# Honice
Honice jsou vesnice, část města Stochov ležící v okrese Kladno ve Středočeském kraji. Vesnice stojí na severním svahu zvaném Na Hrobce v nadmořské výšce okolo 435 metrů. Archeologické nálezy dokazují pravěké osídlení.

## Název
Původní název vsi Hojnice byl odvozen ze staročeského slova hojný (bohatý, veliký, štědrý), respektive ze jména Hojný ve významu ves lidí Hojnových. V historických pramenech se název vsi objevuje ve tvarech: Hoynicz (1283), in Honycz (1330), „in villa Honyczich" (1383 a 1396), Hojnic (1420), z Honic (1456), „ze vsi Hoynicz“ (1457), Honitz a Hoynic (1785), Honitz (1845) a úředně Honice (1854).

## Historie
První písemná zmínka o vesnici pochází z roku 1283. Podle Libora Dobnera pochází první zmínka z roku 1088, kdy byla majetkem vyšehradské kapituly. Ve středověku se vesnice nazývala Hojnice. K majitelům obce patřili vladykové z Honic, ze Svojkova, z Kolovrat a rod Clam Martiniců. Do poloviny 16. století byla rozdělena na dvě části, které roku 1560 spojil Jan Bořita z Martinic a připojil je ke smečenskému panství. V držení rodu Martiniců zůstala až do poloviny 19. století. Na počátku 20. století byla vesnice připojena ke Stochovu.
V obci Honice (384 obyvatel, samostatná obec se později stala součástí Stochova) byly v roce 1932 evidovány tyto živnosti a obchody: dvě cihelny, družstvo pro rozvod elektrické energie v Honicích, holič, dva hostince, kolář, kovář, tři rolníci, řezník, dva obchody se smíšeným zbožím, trafika.

## Obyvatelstvo
| Rok            | 1869 | 1880 | 1890 | 1900 | 1910 | 1921 | 1930 | 1950 | 1961 | 1970 | 1980 | 1991 | 2001 | 2011 | 2021 |
| -------------- | ---- | ---- | ---- | ---- | ---- | ---- | ---- | ---- | ---- | ---- | ---- | ---- | ---- | ---- | ---- |
| Počet obyvatel | 269  | 266  | 299  | 307  | 333  | 313  | 384  | 298  | 336  | 306  | 271  | 242  | 246  | 370  | 491  |
| Počet domů     | 37   | 43   | 45   | 48   | 50   | 52   | 71   | 80   | 80   | 85   | 78   | 86   | 90   | 130  | 153  |

## Obecní správa
Při sčítání lidu v letech 1850–1960 Honice byly samostatnou obcí, se kterým patřily nejprve do okresu Slaný, ale v roce 1950 v okrese Nové Strašecí a od roku 1960 v okrese Kladno. Od 1. července 1960 jsou částí města Stochov v okrese Kladno.

## Pamětihodnosti
Ve vesnici stojí pozdně empírová kaple z poloviny 19. století s pozdně barokní sochou svatého Jana Nepomuckého z konce 18. století. Kaple má obdélný půdorys, výklenek ze zvoničkou, nárožní sloupy a z obou stran je prolomena výklenky. Kromě toho se ve vesnici dochovaly ukázky lidové architektury z počátku 19. století (domy čp. 1 a 32).

## Galerie

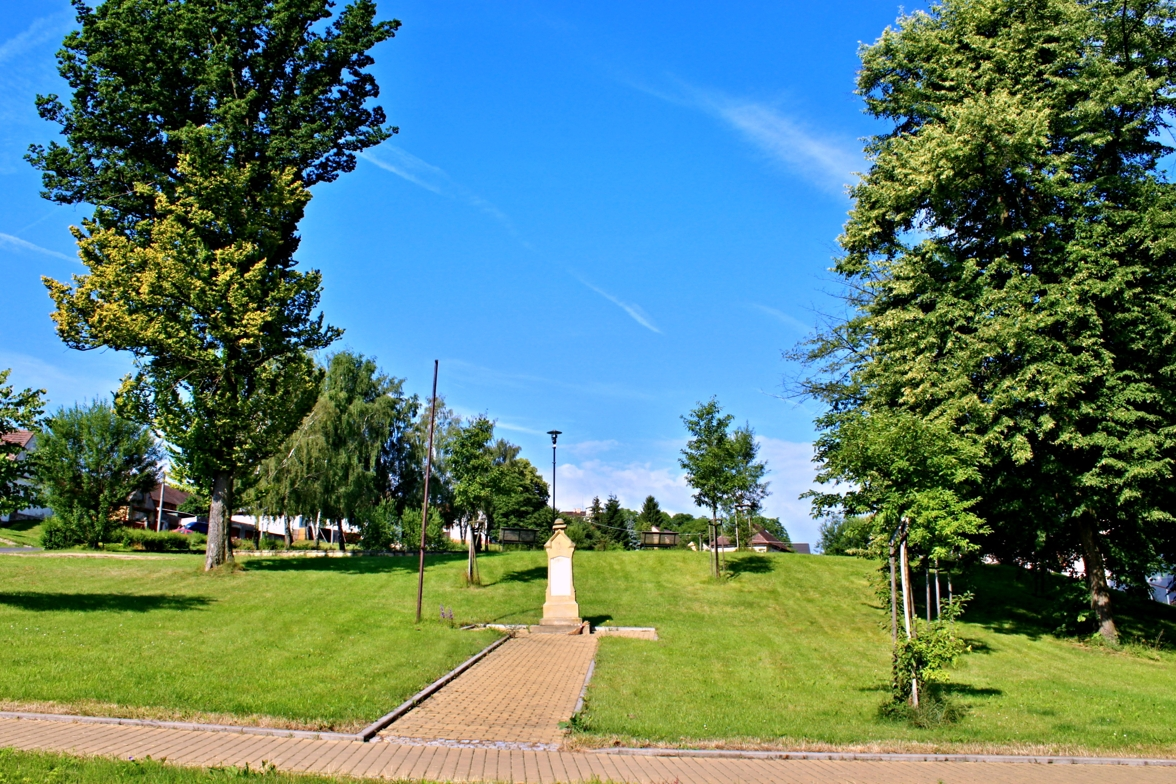
Stochov, Honické náměstí
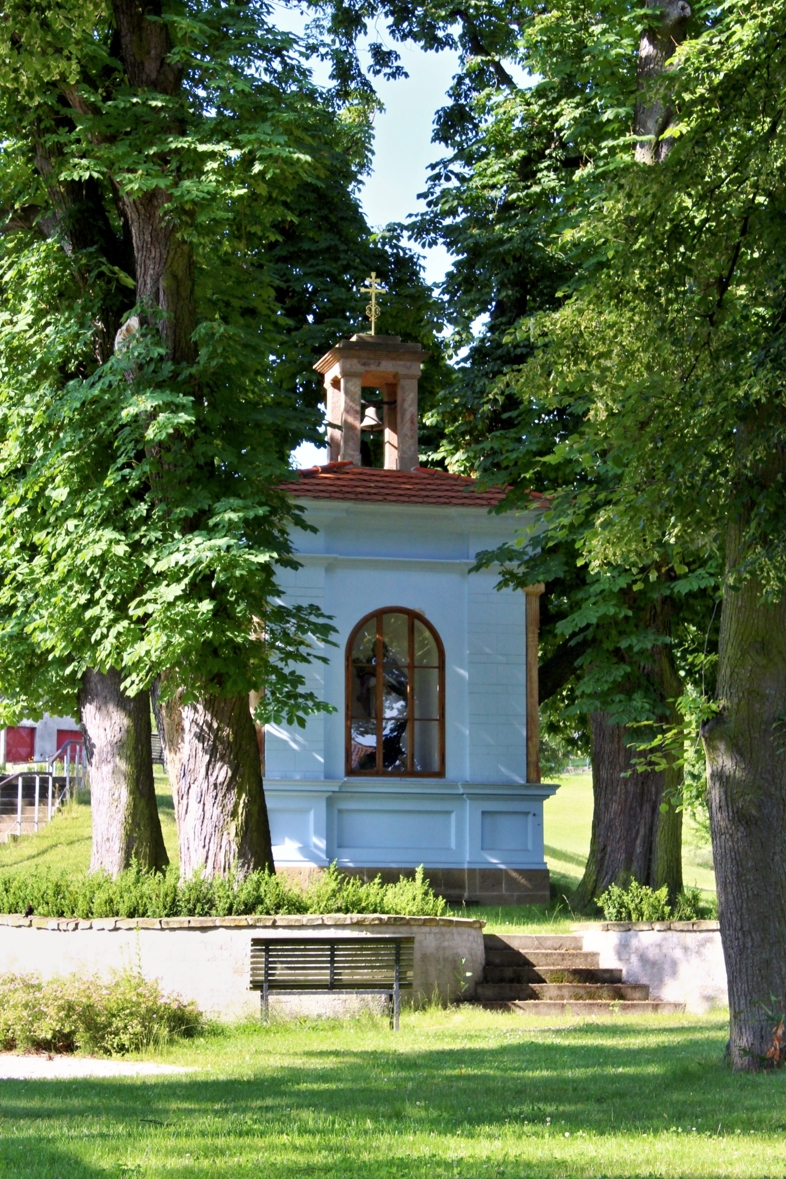
Kaple v Honicích